# Johan Gómez
Pour les articles homonymes, voir Gómez.
Johan Gómez, né le 23 juillet 2001 à Arlington au Texas, est un joueur américain de soccer qui évolue au poste d'attaquant ou de milieu offensif à l'Eintracht Brunswick.
Son frère, Jonathan Gómez est également joueur professionnel de soccer et international.

## Biographie
D'origine mexicaine, Johan Gomez nait à Arlington et commence le football dans le club du SC Solar basé à Allen avant de rejoindre l'académie de jeunes du FC Dallas. Il fait ses preuves dans les équipes jeunes comme attaquant, terminant meilleurs buteurs dans plusieurs compétitions et en étant nommé dans le meilleur XI de la conférence central des moins de 17 ans notamment. Il intègre ensuite l'équipe réserve, le North Texas SC qui évolue en USL League One, la troisième division américaine. Il y joue six matchs lors de la saison 2019 où le club est sacré champion.En 2019, il signe au FC Porto où il évolue avec l'équipe des moins de 19 ans et découvre notamment l'UEFA Youth League puis avec l'équipe réserve en deuxième division portugaise lors de la saison 2020-2021.
Après plusieurs essaies en Bundesliga en 2019, il retrouve l'Allemagne en 2021 en signant en faveur du FSV Zwickau en troisième division allemande. Il marque quinze buts et prend part à soixante-quinze matchs en deux saisons.
En 2023, il s'engage pour deux saisons à l'Eintracht Brunswick qui évolue en Bundesliga 2. Il y trouve une place de titulaire dès la première saison et aide le club à se maintenir en terminant à la première place non synonyme de relégation. 

### Parcours en sélection
Johan Gomez est tout d'abord appelé avec l'équipe des moins de 16 ans des Etats-Unis mais aussi de plusieurs équipes jeunes américaines de futsal avant de prendre part à deux matchs avec l'équipe américaine des moins de 20 ans et sept matchs avec l'équipe des moins de 23 ans. Il fait partie des réserviste américains pour les JO 2024 à Paris.

## Palmarès
Il est champion de troisième division américaine en 2019 avec le North Texas SC, équipe réserve du FC Dallas.